# حزب سوسیال دمکراتیک کره
حزب سوسیال دمکراتیک کره (KSDP) یک حزب سیاسی در جمهوری خلق کره‌است که متحد حزب کارگران کره، حزب حاکم این کشور است. این حزب در ۳ نوامبر ۱۹۴۵ توسط کارآفرینان کوچک و متوسط، تجار بورژوآها، دهقانان و مسیحیان با هدف تشکیل یک جامعه سوسیال دمکراتیک پس از اشغال توسط ژاپن تشکیل شد.
این حزب هم‌اکنون ۵۰ کرسی در مجمع عالی خلق دارا ست.